# Horné Obdokovce
Horné Obdokovce é um município da Eslováquia, situado no distrito de Topoľčany, na região de Nitra. Tem 22,89 km² de área e sua população em 2018 foi estimada em 1.490 habitantes.

## Demografia
| Ano:        | 1994 | 2004   | 2014   | 2024   |
| ----------- | ---- | ------ | ------ | ------ |
| Broj ljudi: | 1634 | 1647   | 1522   | 1452   |
| Razlika:    |      | +0,79% | -7,58% | -4,59% |

| Ano:               | 2023 | 2024   |
| ------------------ | ---- | ------ |
| Número de pessoas: | 1459 | 1452   |
| Diferença:         |      | -0,47% |